# Continuum (Nik-Bärtsch-Album)
Continuum ist ein Album des Schweizer Pianisten und Komponisten Nik Bärtsch, das in der Schweiz aufgenommen und 2016 beim Label ECM veröffentlicht wurde.

## Hintergrund
Bärtschs akustisches Quartett Mobile, das 1997 gegründet wurde, wird auf diesem Album reaktiviert. Mit seiner Gruppe Mobile hatte er das angefangen, was er in den letzten Jahren mit der Formation Ronin perfektionierte: „Das Verzahnen von komplexen Rhythmen, das Ausloten der tieferen Frequenzen, die Suche nach harmonischen Spannungsfeldern und der Verzicht auf unmotivierte Soloeinlagen.“ Bärtsch beschreibt den Unterschied der beiden Bands so: „Ronin funktioniert eigentlich so wie ein Dynamo. Das Licht entsteht durch die Bewegung, es gibt so eine Art Perpetuum Mobile aus der Grooveenergie heraus, während bei Mobile selber das Ganze eher wie ein Mobile von Alexander Calder funktioniert.“
Personell gibt es bei Mobile einige Überschneidungen mit Ronin. Mit Schlagzeuger Kaspar Rast spielt Bärtsch seit mehr als 30 Jahren zusammen, auch der Bassklarinettist Sha ist schon lange an seiner Seite. Neu dabei ist als zweiter Schlagzeuger Nicolas Stocker. Bei drei Titeln wird die Formation durch ein Streichquintett ergänzt. Das Album Continuum wurde im März 2015 im RSI-Studio in Lugano aufgenommen und von Manfred Eicher produziert.

## Titelliste
1. "Modul 29_14" – 8:59
2. "Modul 12" – 9:02
3. "Modul 18" – 8:03
4. "Modul 5" – 8:32
5. "Modul 60" – 9:27
6. "Modul 4" – 5:26
7. "Modul 44" – 10:23
8. "Modul 8_11" – 8:32

Alle Kompositionen sind von Nik Bärtsch.

## Besetzung
- Nik Bärtsch – Piano
- Sha – Bassklarinette, Kontrabassklarinette
- Kaspar Rast, Nicolas Stocker – Schlagzeug, Perkussion
- Etienne Abelin, Ola Sendecki – Geige (3, 5, 7)
- David Schnee – Viola (3, 5, 7)
- Ambrosius Huber, Solme Hong – Cello (3, 5, 7)

## Rezeption
Florian Fricke, der das Album im Deutschlandfunk vorstellte, meinte: „Der Pianist Nik Bärtsch schließt einen Klangkreis: Mit seiner ursprünglichen Formation „Mobile“ und einem Streichquintett kommt der Jazzmusiker auf seinem neuen Album Continuum zurück zu seinen akustischen Wurzeln.“ Die Musik von Mobile wirke strenger und feiner als von Ronin und die Entwicklung der rhythmischen Strömungen dauere länger. Der Hörer müsse sich ein bisschen mehr Zeit und Konzentration nehmen als gewohnt, werde dafür aber reichlich belohnt. Mit Continuum liefere Bärtsch einen weiteren Beweis seiner Sonderstellung im Grenzbereich Jazz und Neuer Musik.
Thom Jurek bewertete das Album für AllMusic mit vier Sternen. Er stellte fest, dass das Album Revisionen von sechs Stücken aus Bärtschs bzw. Ronins Repertoire sowie zwei neue Werke enthalte. In seiner Kritik heißt es: „Die Musik von Mobile mag statischer erscheinen als die von Ronin. Doch das ist trügerisch. Continuum ist europäischer Jazz voller Funkiness, nur mit einem spezifischeren Sound. Man muss vielleicht genauer hinhören, zumindest anfangs, aber wenn man ihn einmal erlebt hat, sind seine Tiefe und Beständigkeit unverkennbar.“ AllMusic wählte Continuum auch zu einem ihrer Lieblings-Jazz-Alben des Jahres 2016.
John Garratt von PopMatters urteilte: „Während das Spiel von Mobile genauso spritzig sein kann wie das von Ronin, sei Continuum in einem leisen, nachdenklichen Licht eingefangen. Das soll nicht heißen, dass die Musik nicht genauso erfolgreich ist, es ist nur so, dass es ein wenig Arbeit erfordert, ein warmes Gefühl der Vertrautheit mit ihr zu entwickeln.“
Die Rezensenten von All About Jazz meinten: „Mit seiner Vielfalt an Stilen ist Continuum das bisher beste Album von Mobile, obwohl die Messlatte von Anfang an sehr hoch lag“. und „es gibt wenig Zweifel daran, dass diejenigen, die Fans von Ronins eminent grooviger Musik geworden sind, bereit sein werden (wenn sie es nicht schon waren) für die reichhaltigere kompositorische Strenge dieser Gruppe...für die der Begriff Continuum in der Tat völlig angemessen ist für ihre musikalischen Schätze mit einem breiteren Spektrum.“
John L. Walters von den London Jazz News schrieb: „Bärtschs Musik ist immer dringlich, aber nie in Eile“, und seine Bandkollegen folgen der ruhigen Selbstdisziplin des Leaders. Was an Improvisation vorhanden ist, findet innerhalb der groben Strukturen der Kompositionen statt – Mobile mag keine „Bläserband“ im Sinne des Jazz sein, aber sie interpretiert die Musik, als ob sie es wäre.
Heinrich Brinkmöller-Becker urteilte im nrwjazz.net, dass Mobile „eine hochkonzentrierte Form der filigranen Schichtung von mini-melodiösen Elementen, von kontrapunktischen und polyrhythmischen Ideen“ gelinge, die in Grooves umgesetzt werden und sich in raffinierten Modulationen zu einem hypnotischen Flow entwickeln. Dabei sei die Instrumentierung ungewöhnlich mit dem (präpariertem) Klavier von Bärtsch, den tieftönenden Klarinetten Shas, der abwechslungsreichen Arbeit von Rast am Schlagzeug, dem Einsatz von Stocker mit seiner „tuned percussion“. Dabei komme es zu oft parallelisierten Klängen mit dem Flügel, wobei zum Teil kaum ein klanglicher Unterschied zwischen den beiden Instrumenten auszumachen ist. Diese griffen jeweils die Pattern auf, verdoppelten sie oder bearbeiteten sie kontrapunktisch. Insgesamt würde die Musiker im Quartett einen ausgesprochen suggestiven Kollektivsound erreichen, der seine Kraft aus dem Repetitiven, aus dem Konstanten des leicht Bewegten schöpfe. Anders die Stücke mit den Streichern. Vor allem Modul 60 erinnere dabei stark an Bärtschs Vorbild Morton Feldman. Insgesamt entwickelten diese drei Stücke jedoch nicht die Wucht und Feinsinnigkeit der reinen Quartett-Stücke, sondern würden mit ihrem wohl abgestimmten und konzentrierten Spiel eher dem Geist des Zen entsprechen.
Steve Greenlee meinte in der JazzTimes: „Diese Musik hat eine klare, eisige Qualität - ein Markenzeichen des skandinavischen Jazz -, die zu Vergleichen mit Electronica und der Arbeit von Philip Glass und dem Filmkomponisten Thomas Newman einlädt... Continuum, von Anfang bis Ende, ist hypnotisierend.“
Bei JazzWise wurde Continuum 2019 von Kevin LeGendre besprochen und erhielt drei Sterne: Während Bärtschs Ronin auf elektrischen Instrumente und Backbeats aufbaue, nutze Mobile die eisigeren Klangfarben von Streichern und Perkussion. „Bärtsch mag der Anführer sein, aber Mobile ist eine Band, in der das Ganze größer ist als die Summe der nicht unbedeutenden Teile. Dies ist ein zufriedenstellendes Debüt.“